# 大卫·奥伊斯特拉赫
大卫·费奥多罗维奇·奥伊斯特拉赫（俄语：Давид Фёдорович Ойстрах，羅馬化：David Fyodorovich Oistrakh，1908年9月30日—1974年10月24日），蘇聯猶太裔小提琴家。

## 生平

### 早年
奥伊斯特拉赫于1908年9月30日出身于俄羅斯帝國乌克兰敖德萨。

### 簡史
- 1914年 6岁，進入音乐学校从莱奥波德·奥尔的门生彼得·所罗门诺维奇·斯托利亚斯基（俄语：Столярский, Пётр Соломонович）学习小提琴。
- 1928年 开始登台演出。
- 1930年 与钢琴家塔玛拉·伊万诺夫娜·罗塔列娃（Тамара Ивановна Ротарева）结婚。同年获得乌克兰小提琴比赛一等奖。
- 1931年 儿子伊戈尔·奥伊斯特拉赫出生，后来也成为俄罗斯出色的小提琴家，父子俩经常合作演奏小提琴二重奏。
- 1934年 出任莫斯科音乐学院教授。
- 1935年 荣获苏联小提琴比赛一等奖。
- 1935年 获得在華沙舉辦的维尼亚夫斯基国际小提琴比赛第二名（第一名是吉娜特·內弗）
- 1937年 荣获首届伊丽莎白王后国际音乐比赛一等奖，从此奠定其在乐坛的地位。
- 每年在苏联莫斯科柴可夫斯基音乐厅演出多达一百次。
- 1943年 荣获斯大林奖。
- 1953年 第一次到巴黎演出。
- 1954年 往西德和英国伦敦演出。
- 1955年 往美国纽约卡内基音乐厅演出。
- 1957年 到中国演出。[1]
- 1960年 荣获列宁勋章
- 1974年 於荷兰巡迴演出时，在阿姆斯特丹因心脏病发作逝世。

### 被題獻
俄羅斯作曲家阿拉姆·哈恰图良和迪米特里·肖斯塔科维奇曾将所创作的小提琴协奏曲奉献给他。

## 作品

### 錄音
- 貝多芬小提琴协奏曲
- 彼得·伊里奇·柴科夫斯基小提琴协奏曲
- 貝多芬钢琴、小提琴、大提琴三重奏
- 布魯赫·第一號小提琴协奏曲、蘇格蘭幻想曲
- 迪米特里·肖斯塔科维奇第一小提琴协奏曲
- 迪米特里·肖斯塔科维奇第二小提琴协奏曲
- 迪米特里·肖斯塔科维奇小提琴奏鸣曲
- 谢尔盖·普罗科菲耶夫第一小提琴奏鸣曲
- 阿拉姆·哈恰图良小提琴协奏曲
- Mozart: Eine kleine Nachtmusik. Tschaikowsky: Symphony No. 5. Orfeo d'or.（指揮身分，1972年薩爾茨堡音樂節）

## 軼事

### 小行星42516
小行星42516“奥伊斯特拉赫”，纪念小提琴家奥伊斯特拉赫父子。